# Ministero (cristianesimo)
Il ministero, nel cattolicesimo, indica un servizio svolto da un fedele appartenente a una chiesa.
Etimologicamente, ministero significa "servizio". La radice di ogni ministero cristiano sta in Cristo, che, secondo le sue parole, non è "venuto per essere servito, ma per servire e dare la vita in riscatto per molti" (Matteo 20,28; Marco 10,45).
Nella Chiesa cattolica esistono ministeri ordinati, ministeri istituiti e ministeri de facto.
Sono ministeri ordinati quelli che appartengono al sacramento dell'Ordine:
- l'episcopato
- il presbiterato
- il diaconato

Sono ministeri istituiti:
- l'accolitato
- il lettorato
- il catechista

Il conferimento dei ministeri ordinati è riservato al vescovo, mentre i ministeri istituiti sono conferiti dal vescovo oppure, per i membri degli Istituti religiosi clericali, dal Superiore Maggiore; possono ricevere i ministeri ordinati i cresimati di sesso maschile, mentre i ministeri istituiti possono essere ricevuti da laici cresimati di entrambi i sessi.
I compiti dei ministeri istituiti possono essere esercitati senza istituzione formale anche da parte di ministranti, animatori, coristi o lettori laici di entrambi i sessi (ministeri de facto).
Il ministro straordinario della santa comunione assolve ad alcune delle funzioni di un accolito, anche se in questo caso la Chiesa cattolico-romana preferisce evitare di parlare di "istituzione" in questo ministero, e lo considera invece un incarico affidato, per un tempo più o meno lungo, a fedeli di entrambi i sessi.
Fino alla riforma decretata da papa Paolo VI con la lettera apostolica Ministeria quaedam (1972) esistevano anche altri ministeri, come l'esorcistato e l'ostiariato, che facevano parte degli ordini minori, mentre il suddiaconato era annoverato come il primo degli ordini maggiori.
Con la Lettera Apostolica Spiritus Domini di papa Francesco del 10 gennaio 2021, si stabilisce che anche le donne possono ricevere il ministero del lettorato e dell'accolitato.
Con la Lettera Apostolica Antiquum ministerium di papa Francesco del 10 maggio 2021, è stato istituito il ministero laicale del catechista.